# Turniej o Puchar Rybnickiego Okręgu Węglowego 1967
Puchar Rybnickiego Okręgu Węglowego 1967 – zawody żużlowe, mające na celu wyłonienie zwycięzcy turnieju o Puchar ROW. Zawody w 1967 roku wygrał Antoni Woryna.

## Finał
- Rybnik, 15 października 1967
- Sędzia:

| Msc. | Zawodnik               | Klub           | Pkt    |              |  |
| ---- | ---------------------- | -------------- | ------ | ------------ |  |
| 1    | Antoni Woryna          | Rybnik         | 10,5+3 | (3,3,2, 2,5) |  |
| 2    | Jan Mucha              | Świętochłowice | 10,5+2 | (3, 2,5,3,2) |  |
| 3    | Zygfryd Friedek        | Opole          | 10     | (2,3,2,3)    |  |
| 4    | Stanisław Tkocz        | Rybnik         | 9      | (2,3,3,1)    |  |
| 5    | Joachim Maj            | Rybnik         | 7      | (2,3,2,0)    |  |
| 6    | Paweł Waloszek         | Świętochłowice | 7      | (3,2,1,1)    |  |
| 7    | Jerzy Trzeszkowski     | Wrocław        | 5      | (0,1,3,1)    |  |
| 8    | Stanisław Skowron      | Opole          | 4      | (1,1,0,2)    |  |
| 9    | Wiktor Jastrzębski     | Częstochowa    | 4      | (2,1,1,u)    |  |
| 10   | Stanisław Rurarz       | Częstochowa    | 3      | (3,d,0,0)    |  |
| 11   | Bohdan Jaroszewicz     | Wrocław        | 3      | (2,d,1,0)    |  |
| 12   | Konstanty Pociejkowicz | Wrocław        | 3      | (0,2,1,0)    |  |
| 13   | Andrzej Wyglenda       | Rybnik         | 1      | (1,0)        |  |